# Angst vor der Angst
Angst vor der Angst ist ein Filmdrama von Rainer Werner Fassbinder aus dem Jahr 1975 mit Margit Carstensen in der Hauptrolle.
Gesamtdrehzeit: 25 Tage, Kosten: ca. 375.000 DM.
Angst vor der Angst ist innerhalb von vier Jahren der fünfte Film von R. W. Fassbinder für den WDR in Kooperation mit dem verantwortlichen Redakteur Peter Märthesheimer.

## Handlung
Die Mittdreißigerin Margot lebt mit ihrem Ehemann Kurt und ihrer kleinen Tochter Bibi im Haus ihrer Schwiegermutter. Über ihnen wohnen Kurts Schwester und ihr Mann. Als Margot schwanger wird, beginnt sie unter Angstattacken zu leiden, die ihr selbst und ihrer Umgebung unverständlich sind. Der Ehemann Kurt gibt sich fürsorglich, denkt aber nur an seine Prüfung und kann ihr nicht helfen. Die Schwiegermutter  und die Schwägerin Lore schämen sich für das Verhalten von Margot. Der Apotheker hat vorwiegend ein Verhältnis zu ihr im Sinn, als er ihr rezeptfrei Valium verschreibt.
Margot wird valiumabhängig, trinkt suchtartig Cognac und begeht plötzlich einen Suizidversuch. Die Ärzte sind ratlos: einer diagnostiziert Schizophrenie, in der Psychiatrie wird dies hingegen dezidiert verneint und eine tiefe Depression festgestellt, zu deren Therapie die Einnahme von Medikamenten und die Aufnahme einer Arbeit empfohlen werden.
Nur drei Menschen suchen den Kontakt zu der immer weiter isolierten Margot: die geliebte Tochter Bibi, Margots Schwager und ein mysteriöser Nachbar, der ein gesellschaftlicher Außenseiter ist. Er wird von Margot zurückgewiesen und kurz darauf erhängt aufgefunden. Margot reagiert lethargisch.

## Hintergründe
„In ANGST VOR DER ANGST geht es gar nicht wirklich um Geisteskrankheit, es ist ein Film über den ganz ‚normalen‘ menschlichen Zustand. Geisteskrankheiten sind unerlässlicher Bestandteil einer Gesellschaft wie der, in der wir leben. Ich zeige lediglich das Leben eines ganz normalen Menschen, keine extreme Situation. (…)
Der Film zeigt, wie jemand, der versucht, ein Leben zu führen, das sich selber fremd ist, entfremdet vom wahren Selbst, unvermeidlich zerschmettert wird. Das Leben, das diese Frau führen muss, ist nicht ihr Leben. Ihr Unbewusstes beginnt zu begreifen, dass sie ein Leben führt, das in Wirklichkeit nichts mit ihr zu tun hat. Diese Art von ‚Krankheit‘ setzt bei jedem ein, der wahrzunehmen beginnt, dass das Leben, das er führt, vielleicht nicht das Leben ist, das er führen möchte, und dass die meisten Leute in ihrem Leben einfach eine Rolle spielen, die nicht ihre Rolle ist. Auf diese Weise wird man ‚krank‘. (…)“

Die Vorlage zu dem Film hat Asta Scheib in Form der Erzählung „Langsame Tage“ geschrieben und an R. W. Fassbinder geschickt, dessen Filme sie sehr schätzte. Asta Scheib war damals 35 Jahre, Hausfrau und Mutter von zwei Kindern. Sie hatte bis dahin gelegentlich Beiträge für eine Lokalzeitung und eine Frauenzeitschrift verfasst. Die Erzählung war ihre erste Filmvorlage. Fassbinder hat sie fast unverändert für sein Drehbuch übernommen.

## Kritiken
„Fassbinder, so scheint es, eröffnet mit ‚Angst vor der Angst‘ eine in ihrer Drastik zwar nicht mehr so radikale Perspektive auf die soziale und psychologische Fallgeschichte, doch liefert er anders als bei ‚Warum läuft Herr R. Amok?‘ hier eine nachvollziehbare Anamnese ab. Sogar optisch verdeutlicht er, was in Margot vorgeht, wenn er immer wieder ihre Subjektive mit verschwimmenden Bildern illustriert. Die bei Fassbinder gewohnt eloquente Kameraarbeit leistet ein übriges, um das langsame Verschwinden Margots aus der Normalität zu inszenieren: Oft steht sie hinter halb geöffneten Türen, ihr Gesicht halb draußen, halb im Raum, die Kamera beobachtet sie durch Spiegel, von denen die ganze Wohnung Margots vollgehängt ist, oder liefert extreme Nahaufnahmen von ihrem Gesicht, wie es in all seiner Wachshaftigkeit von einer wortlosen Hysterie in die nächste driftet. ‚Angst vor der Angst‘ ist damit ungleich wortreicher als Fassbinders psychologische und soziale Kollaps-Studien zuvor und beendet jene Phase des Regisseurs, die durch Filme wie ‚Angst essen Seele auf‘, ‚Martha‘ und ‚Mutter Küsters’ Fahrt zum Himmel‘ bestimmt war – Filme, die nur an den Konsequenzen, nicht aber an den Symptomen des Untergangs interessiert zu sein schienen.“

„Das Geregelte, ‚Normale‘, das Eingefahrene, das Offensichtliche, das Sichtbare, Haptische bleibt bei sich wie die Angst bei sich bleibt. Wie die dunkle Seite des Mondes werden sie die anderen nie zu sehen bekommen. Aber Margot lebt mit dieser dunklen Seite des Mondes weiter. Die Normalität des Bürgerlichen hat sie eingeholt, ‚integriert‘ – wie es neuhochdeutsch so hübsch-hässlich heißt. Die Angst, das Abgründige bleibt. Die Tabletten ‚versöhnen‘ ihre Angst mit der Normalität. Eine fadenscheinige Lösung.“